# カルロ・ディ・ボルボーネ＝ドゥエ・シチリエ
カルロ・ディ・ボルボーネ＝ドゥエ・シチリエ（イタリア語: Carlo di Borbone-Due Sicilie, 1963年2月24日 - ）は、カストロ系ボルボーネ＝シチリア家の家長、両シチリア王位請求者。

## 経歴

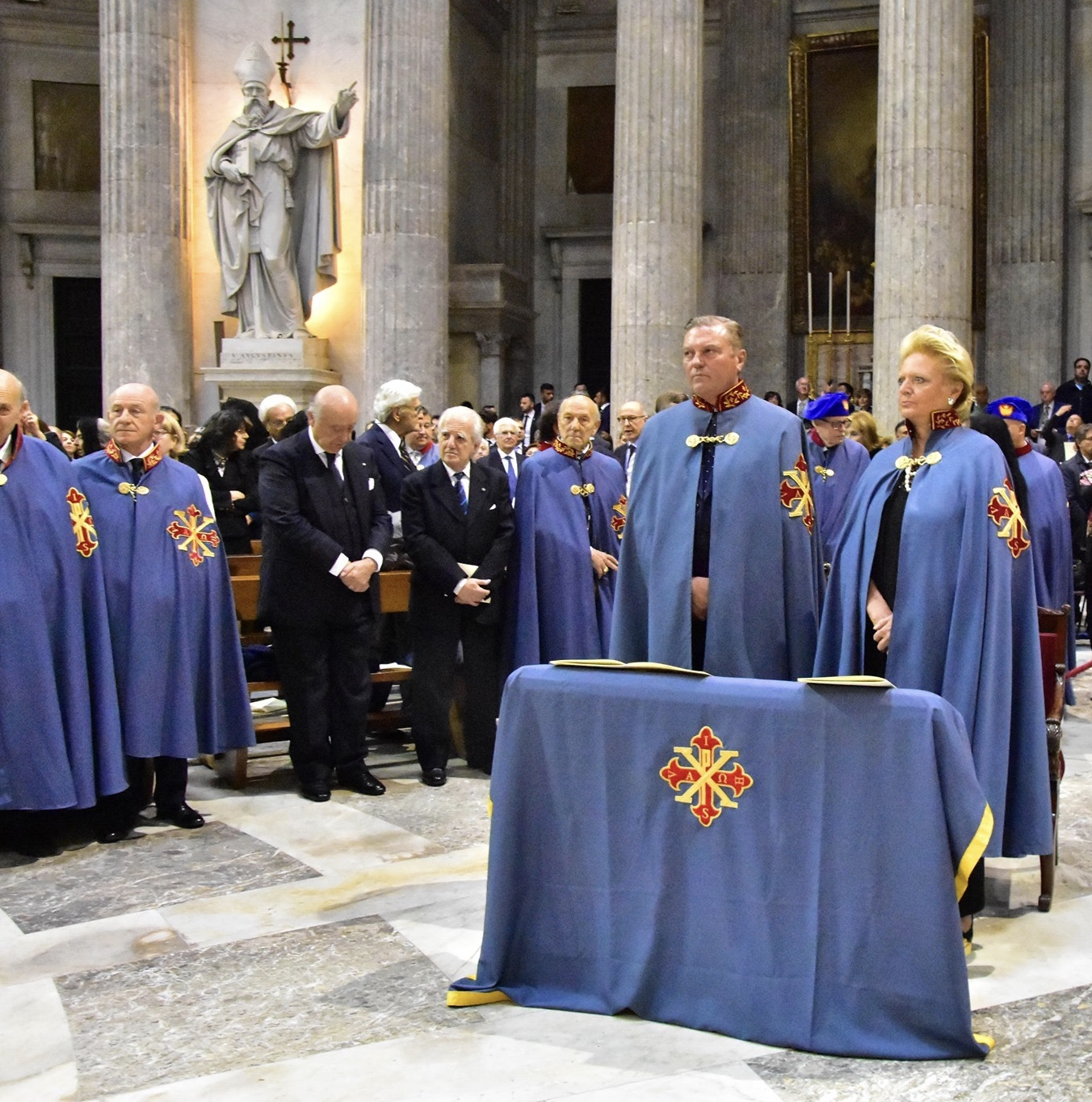
カルロと聖ジョルジョ神聖軍事コンスタンティヌス騎士団（2019年5月31日）

カストロ公を称していたフェルディナンド・マリアと、フランスの伯爵家出身の妻シャンタル・ド・シュヴロン＝ヴィレットの一人息子として南フランスのサン＝ラファエルで生まれる。誕生時に祖父のカストロ公ラニエーリからノート公に叙せられ、フランスで育つ。
2008年の父フェルディナンド・マリアの死に伴い、両シチリア王家家長の地位とカストロ公の儀礼称号を継承した。スペイン王子の身分を有する再従兄のカラブリア公カルロス・マリアも両シチリア王家家長を称しており、カルロの祖父ラニエーリとカルロス・マリアの父アルフォンソの代から争いが続いていた。カルロス・マリアの従兄にあたる前スペイン王フアン・カルロス1世やその姻戚にあたる元ギリシャ王コンスタンティノス2世、スペインに縁のある元ブルガリア王シメオン2世はスペイン王室の一員であるカルロス・マリアを両シチリア王家家長と認めていたが、他王家の人々の支持は分かれている。また、父の死までカルロは競合するカラブリア公の称号を用いていた。
1998年にローマ出身のカミッラ・クロチャーニとモンテカルロで結婚し、2女を儲けた。
- マリーア＝カロリーナ・シャンタル・エドアルデ・ベアトリーチェ・ジェンナーラ（2003年 - ） - パレルモ女公爵
- マリーア・キアラ・アマリア・カローラ・ルイーザ・カルメン（フランス語版）（2005年 - ） - カプリ女公爵

2014年1月25日、ナポリにおいてカラブリア系のノート公ペドロ（カルロス・マリアの子、翌年からカラブリア系の家長）と共に、両シチリア王家両系統の和解文書に署名した。両系統は、相互に称号を承認した。
しかし2016年5月、自身に男子のないカルロは、準サリカ法から性別に関係なく第一子を優先する継承法に変更することを発表、これによりカラブリア公との新たな摩擦が生じた。